# 가믈란
가믈란(자와어: ꦒꦩꦼꦭꦤ꧀, 순다어: ᮌᮙᮨᮜᮔ᮪)은 인도네시아의 전통 기악 합주곡으로, 자와섬, 순다 열도, 발리섬 등에 존재하는 음악 합주 형태 또는 그 악기들을 일컫는다. 일반적으로 발리, 자바 섬에서 쓰는 것으로, 철금, 실로폰, 북, 징 등의 다양한 악기를 포함한다. 단소, 활 모양의 현악기들 역시 사용되며, 때로는 가수도 참여한다.
가믈란이란 단어는 악기의 연주가보다는 합주하는 악기 세트를 의미한다. 즉 가믈란은 일련의 악기를 하나의 세트로 보는 것이므로, 서로 다른 가믈란의 악기들은 일반적으로 상호 교환이 되지 않는다.
“가믈란”이란 단어는 ‘망치로 내려친다’란 의미의 자바 어 “가믈”, 그리고 집합명사를 의미하는 접미사 “안”을 붙여서 만든 단어이다. 물론 악기들이 그리 강하지는 않으므로 진짜 망치가 사용되는 것은 아니다.

## 역사
가믈란은 인도네시아에 힌두교/불교 문화가 정착하기 전부터 시작된 국가적인 예술이다. 악기들은 마자파힛 왕조 시기에 현재의 형태로 발달하였다. 다른 인도 영향이 짙은 예술들과는 다르게, 가믈란 음악에서 인도 영향이 드러나는 부분은 자바 스타일의 노래 뿐이다.
자바의 이야기에 따르면, 가믈란은 사카 시대 167년 (대략 AD 230), 메당카믈란의 마엔드라 산 (현 라우 산)에서 자바의 모든 왕을 다스렸던 신 상 향 구루가 만들었다고 한다. 처음 그는 다른 신들에게 신호를 보낼 방법이 필요해 징을 발명했다고 한다. 더 복잡한 메시지를 전달하기 위해, 그는 두 개의 징을 더 만들었고, 이것이 처음 형태의 가믈란이 되었다.
가장 오래된 가믈란의 이미지는 자바 중부에 있는 8세기 보로드르 사원의 부조 벽화이다. 단소, 종, 다양한 크기의 북, 류트, 여러 현악기들이 벽화에 나타나있다. 하지만 철금과 실로폰 등의 악기는 나타나있지 않다. 그래도, 그림에 나타난 합주는 가믈란의 고대 형태가 분명해보인다.
자바 여러 궁전에는 현존하는 가장 오래된 형태의 합주인, 뭉강 (Munggang)과 코독응오렉 (Kodokngorek) 가믈란이 존재하며, 대략 12세기부터 내려온 것으로 보인다. 이들은 “시끄러운 스타일”의 기반을 형성하였다. 이와 다른 “부드러운 스타일”은 크마낙 (kemanak) 계통으로부터 내려왔다. 한편으로 현대의 베다야 춤은 자바 시를 노래하는 전통으로부터 내려온 것으로 여겨진다. 17세기에는 시끄러운 스타일과 부드러운 스타일이 서로 혼합되었으며, 이런 요소들을 섞는 방식으로부터 현대의 발리, 자바, 순다 가믈란 스타일이 생겨났다. 그러므로, 양식은 다양할지 몰라도, 이들은 여러 이론, 악기, 연주 기술을 공유하고 있다.

## 가믈란 합주의 종류

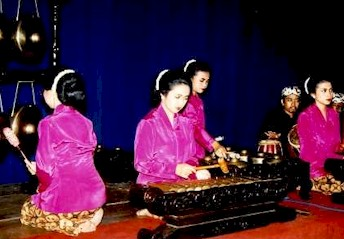
순다 인들의 데궁 가믈란

가믈란 합주의 종류들은 악기의 조합과 보컬의 사용, 조율, 레파토리, 스타일 그리고 문화적 배경 등에 의해 구분이 된다. 일반적으로, 모든 가믈란 사이에는 차이가 있으며, 특히 상류층 사회에서 나타난 가믈란은 개성적인 스타일이 존재한다. 한편으로 가까운 지역에서 만들어진 가믈란은 몇 가지 양식을 공유해서, “지역적 스타일”이 형성하고 있다.
다양한 가믈란 스타일은 대략적으로 지리적으로 묶이며, 특히 발리, 자바, 순다 사람들 사이에는 확연한 구분이 있다. 순다 가믈란은 일반적으로 페롱 (pelog)의 음계와 함께 개량한 가믈란 악기들 세트를 사용하는 합주 형태 가믈란 데궁 (Gamelan degung)을 포함한다. 발리의 가믈란 중에는 기교와 빠른 템포 변화가 있는 가믈란 공 크뱌르 (Gamelan gong kebyar)가 가장 잘 알려져있다. 다른 유명한 발리 가믈란에는 “원숭이 합창”이란 별명으로도 불리는 가믈란 케착 (Gamelan kecak)이 있다. 자바 가믈란은 19세기 중앙 자바의 왕궁 사람들이 저마다의 스타일을 개발했으나, 전체적으로는 발리의 것보다 더 느리고 명상적인 것으로 유명하다.
가믈란은 주민들의 이주와 문화적 관심에 따라 자바와 발리의 외곽으로도 퍼졌으며, 이 과정에서 새로운 스타일도 만들어졌다. 말레이 가믈란은 자바 가믈란과 비슷하나 정교한 악기가 없고, 서부의 시b 또는 도 음에 맞춰 슬렌드로로 조율을 한다는 차이가 있다. 수리남으로 이주 온 자바 인들이 연주하는 가믈란의 경우 중앙 자바 마을에서 연주되는 것과 비슷한 스타일이다. 가믈란은 필리핀 쿨린탕 합주와도 관련이 있다. 서부에도 전통적인 스타일과 실험적인 스타일 등 다양한 가믈란이 있다.

## 문화적 배경
인도네시아 가믈란에는, 보통 와양이라는 인형극이나 의식, 행사 등이 같이 진행된다. 보통 가믈란 연주가들은 춤과 시낭송을 곁들여서 하며, 댄서들도 합주 연주를 하곤 한다. 와양에서 인형 조종가 (달랑)들은 음악 지휘를 곁들이므로 가믈란에 대한 지식이 있어야한다. 가믈란은 독자적으로 — "클레넹간 (klenengan)" 스타일, 혹은 라디오 방송 식으로 — 연주될 수 있으나, 서양식으로 콘서트를 여는 것은 전통적이 아니다.
의식에서 가믈란의 역할은 매우 중요해, “징이 걸리기 전까지는 공식적인 행사가 아니다”란 말이 자바에 있을 정도이다. 어떤 공연은 고위층 인사가 참여하기도 하며, 특정 의식에 항상 등장하는 가믈란도 있다. 예를 들어 스까뜬의 가믈란 (Gamelan sekaten)의 경우 족자카르타의 예언자 무함마드의 생일 (‘몰리드 안-나비’)을 기념하기 위해 열리는 가믈란이다. 발리에서는 거의 모든 종교적인 의식이 가믈란 연주와 함께 치러진다. 또 가믈란은 인도네시아에 있는 가톨릭 교회에서의 행사에서도 연주된다. 행사의 시작과 끝을 위해 특별히 만들어진 곡도 있다. “이별의 곡” (우단 마스(“금색 비”) 같은 곡)이 연주되면 관중들은 행사가 끝에 가까워졌음을 알고 자리를 뜰 준비를 하는 것이다. 또 어떤 곡들에는 마법 같은 힘이 서려있다는 믿음이 있어, 악령을 쫓아내는데 사용되곤 한다.
가믈란은 라디오에서 자주 방영된다. 예를 들어 밍구 뽄 (Minggu pon) (자바 달력의 요일로 35일마다 돌아옴) 마다 라디오에서는 푸라 파쿠알라만 (Pura Pakualaman) 가믈란이 연주된다. 대도시에서는 라디오 리퍼블릭 인도네시아 방송이 전문 음악가와 배우를 고용하여 여러 가믈란 음악과 드라마를 방영하고 있다.
전통에 따라, 가믈란은 중앙 자바에 있는 펜도포라는 광장에서 주로 연주된다. 이곳은 파여들어간 구조에 벽이 없고 박공 (double-pitched) 천장이 놓인 구조로, 한쪽에 놓인 플랫폼에서 악기를 연주하면 천장에 소리가 반사되어 그 음향이 더욱 크게 퍼지는 효과가 있다. 발리에선, 가믈란 악기들은 발라이 반자르 (balai banjar)라는 마을의 공동 회관에서 주로 연기되는데, 이곳은 크고 개방적인 공간과 뚫려있는 측면, 그리고 위쪽의 지붕이 있어서 역시 소리의 증폭 효과를 준다. 모든 악기들은 이 공동회관에 보관되는데, 이것은 악기는 마을의 공동 소유이며 누구도 개인적으로 소유할 수 없다는 믿음 때문이다. 이곳은 악기 보관 장소이기도 하고, ‘가믈란 오케스트라’라고 할 수 있는 ‘세카하 (sekaha)’를 연습하는 곳이기도 하다. 열린 벽 때문에 가믈란 연주가 벌어지면 마을 사람들은 누구나 구분 없이 연주를 들을 수가 있다.
마을에서는 한 사람이 선택되어 세카하 그룹을 이끌고 새로운 노래를 작곡해낸다. 신곡 작업 중, 이 지도자는 그룹의 연습을 주도하고 그러면서 새로운 곡을 연주할 수 있도록 도와준다. 새로운 노래가 만들어지면, 지도자는 그룹 멤버들에게 자신들이 새로이 곡을 해석할 수 있는 여지를 마련해주고, 그룹 멤버들은 이렇게 연습을 하면서 창작을 해나간다.
발리의 가믈란 그룹은 자신들이 아는 옛 곡을 가져다 변형을 시도하는 등 항상 음악의 변화를 시도한다. 이는 음악은 항상 성장하고 변화해야한다는 그들의 믿음 때문이다; 다만 ‘신성한’ 곡들의 경우는 예외로 둔다. 새로운 음악 한 곡이 만들어지는 데는 몇 달이 걸릴 수 있다.
남자와 여자는 보통 별개의 그룹을 이뤄 공연을 하나, “뻬신드헨 (pesindhen)”이라 하여 남자 그룹에서 공연하는 여자 가수도 있다.
서양에서는, 가믈란은 콘서트의 형태로 공연이 되며, 춤이나 와양을 포함하기도 한다.

## 조율

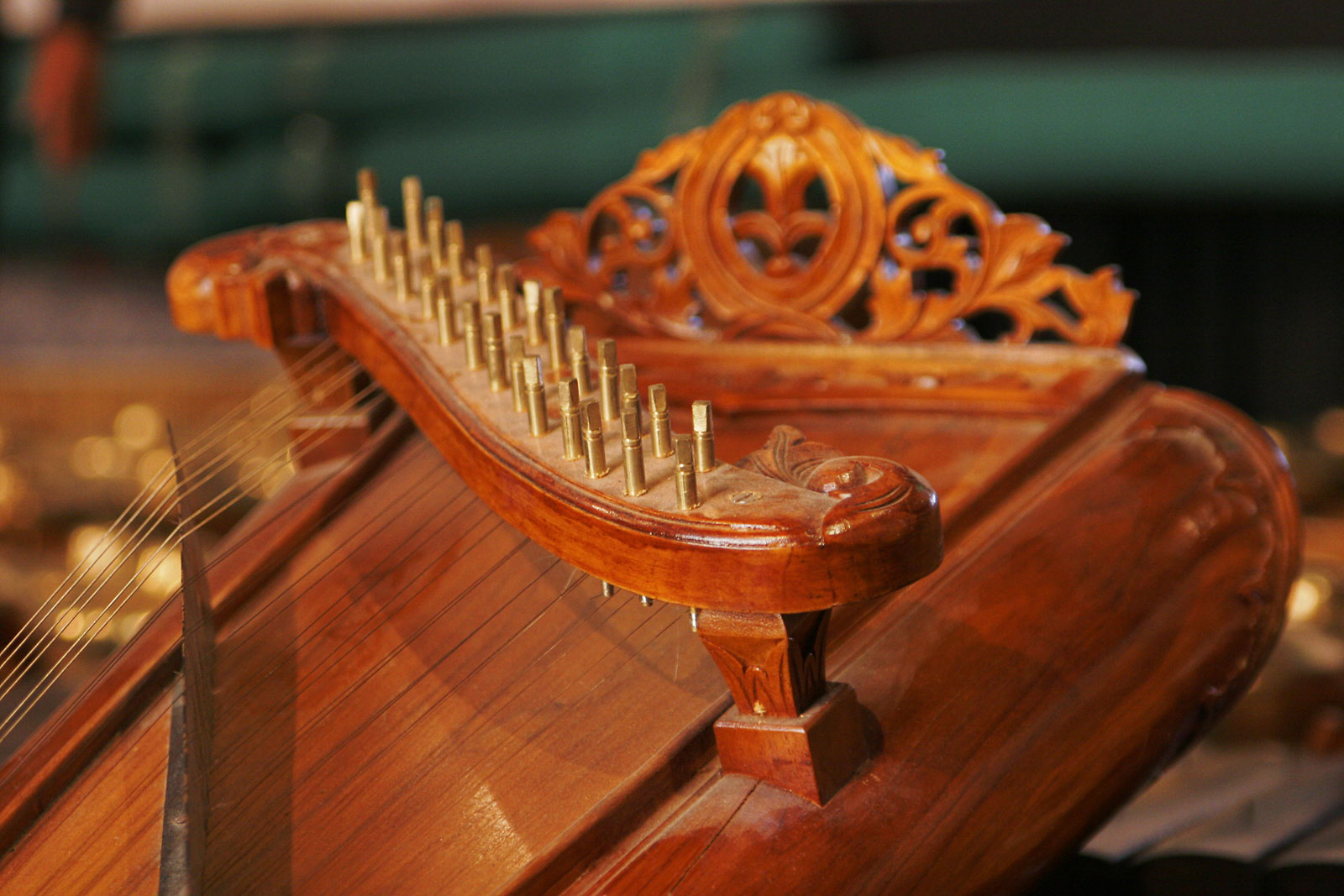
셀렘풍 — 캔버라 인도네시아 대사관

가믈란 오케스트라의 구성과 조율은 복잡한 과정을 거친다. 자바 가믈란의 경우 두 개의 조율 방식, 슬렌드로 (slendro)와 페롱 (pelog)을 사용한다. 그 외에 “데궁 (degung)” (순다, 서부 자바에서만 사용)과 “마덴다 (madenda)” (“디아토니스 (diatonis)”라고도 하며, 유럽의 자연단음계와 비슷) 등 다른 조율 방법도 있다. 중앙 자바 가믈란의 경우 “슬렌드로”는 서양의 옥타브 계에서 간격이 일정한 5음을 선택하여 조율하는 것이며, “페롱”은 불규칙적인 간격을 가진 7음을 사용한다. 이는 서양식의 조율을 거친 음악과는 상당히 다른 음악을 낳는다. 많은 가믈란 오케스트라의 악기들은 각자의 방식으로 조율이 되나 하나처럼 합주가 가능하다. 정확한 조율법은 합주마다 다르며, 그렇기에 합주 연주 때마다 다른 맛을 느낄 수 있다. 음표 간의 간격은 한 가믈란 내에서는 거의 동일하나 서로 다른 가믈란끼리는 다르다.
콜린 맥피는 “같은 것으로 보이는 간격 간의 차이는 사실 아주 커서, 가믈란의 수 만큼 간격의 종류가 있다고 봐도 무방할지 모른다”라고 말하였다. 하지만, 이는 가믈란을 가르치는 이들에게선 오히려 반박을 샀으며, 곳곳에서는 합주에 체계적인 조율 시스템을 도입하려는 움직임도 있다. 그렇게 해서 생겨난 합주 중 하나가 가믈란 마니카산티 (Gamelan Manikasanti)로, 여러 다른 합주곡 레파토리가 연주 가능하다.
발리의 가믈란 악기는 일반적으로 한 쌍으로 연주되는데, 서로 살짝 다르게 조율되어 “간섭” 효과를 일으키며, 음표 모두 서로 다른 악기가 일치하게 연주된다. 이런 요소로 가믈란 음악은 “번잡”하고 “반짝거리는” 멜로디를 만든다. 이는 가믈란이 들어가는 종교 행사에 참여한 청자들에게, 마치 신이 징검다리를 조용히 걷는듯한 느낌을 안겨준다고 한다.

## 악보 표기
전통적으로 가믈란 음악은 기록되지 않고 구전되었다; 하지만 19세기, 족자카르타와 수라카르타의 귀족들이 레퍼토리를 기록하는 표기법을 개발하였다. 이는 음악을 보고 읽기 위함이라기보다 (음악은 외우는 것이 관행이었으므로) 법정 기록으로 작품들을 보존하기 위해서 만들어진 것이었다. 족자카르타 표기법은 체커보드 스타일로, 6~7개의 수직선으로 음의 높낮이를, 수평선으로 음의 연속을 표기해 아래로 읽어내려가는 식으로 핵심 멜로디인 발룽간 (balungan)을 적었다. 4, 8, 12..번째의 수직선은 알아보기 쉽게 굵은 선으로 표시되었으며, 이는 음악적 마디인 ‘가트라 (gatra)’를 나타내었다. 왼편의 기호는 징 등을 콜로토미 구조로 표기했으며, 오른편 기호는 특정한 북소리를 표기했다. 수라카르타 표기법은 서양식 악보처럼 좌우에서 우로 읽으나, 마디선을 사용하지 않는다. 대신, 음표값과 나머지가 음표 사이사이에 적혀있다.
오늘날 이런 표기법은 비교적 드물게 사용되며, 케파티한 (kepatihan) 표기법이 대신 사용되고 있다. 케파티한 표기법은 수라카르타의 케파티한 지역에서 1900년 즈음 개발되었다. 가락은 숫자가 매겨져있으며, 음표 길이를 나타내는 점과 선이 함께 들어있다. 하지만 궁정의 표기법처럼 케파티한법도 발룽간 부분만 기록되어있으며, 실제 음악은 연주가가 공연하면서 기억해내는 멜로디가 상당한 부분을 차지한다. 그러나 가믈란 교사들은 현재 여러 표기법을 고안해냈으며, 각 세부 악기들의 멜로디 패턴인 쳉콕 (cengkok)에는 일반적으로 케파티한 표기법을 쓰고 있다. 민족음악학에선 여러 노래들을 서양식 악보에 옮겨 표기하고 있으며, 때로는 보통 사용되지 않는 음자리표들도 많이 보인다.

## 서양 음악에 끼친 영향
가믈란은 유럽 클래식 음악의 여러 작곡가들이 들어왔으며, 그중 특히 클로드 드뷔시의 가믈란에 대한 애정은 유명하다. 드뷔시는 1889년 파리 세계 박람회에서 자바 가믈란 음악을 처음 들었다고 한다. (드뷔시가 가믈란에서 들은 것은 “슬렌드로” 스케일의 음악으로 중앙 자바 음악가들이 연주한 것이었다.) 그가 가믈란에 대해 열광했다는 사실은 분명하나, 가믈란 악보, 멜로디, 리듬, 합주 구조가 드뷔시의 작품에 크게 드러난 적은 없다. 하지만 그의 작품에는 균형 잡힌 온음계가 특징적으로 드러나있으며, 자바 가믈란 같은 이음성 음악도 가끔 나타난다. 대표적인 예는 판화 (Estampes)의 “탑 (Pagodes)” (피아노 독주곡, 1903)에서, 콜로토미 구조의 징소리로 상징되는 완전 5도 화음들이다.
가믈란 음악에 대한 직접적인 오마쥬는 존 케이지의 작품, 특히 조작된 피아노 시리즈에서 잘 볼 수 있다. 이외에도 콜린 맥피, 루 해리슨, 벨라 버르토크, 프랑시스 풀랑크, 올리비에 메시앙, 브로니슬로 키퍼, 벤자민 브리튼의 작품에도 그런 점이 보인다. 현대에 와서는, 헨리 브란트, 스티브 라이히, 필립 글래스 등의 미국 작곡가를 비롯해 피터 스컬톱 같은 오스트레일리아 작곡가들이 가믈란 악기 일부 또는 전체를 가지고 작곡을 하였다. 헝가리 작곡가 죄르지 리게티는 Galamb Borong이란 가믈란의 영향을 받은 피아노 연습곡을 만들었다. 미국 기타리스트 존 파헤이의 경우 60년대 말 그의 작품에서, 그리고 1997년 밴드 “쿨 드 색” (Cul de Sac)과의 합작품 The Epiphany of Glenn Jones에서 가믈란의 많은 요소를 차용하였다. 실험적 아트 락 밴드 King Crimson의 경우, 가믈란 악기를 쓰지는 않았으나, 기타 멜로디를 서로 겹치게 하는 데에서 가믈란의 영향을 받았음을 보여주었다. 실험적 팝 그룹 The Residents, 23 Skidoo (1984년 Urban Gamelan이란 앨범 발표), Mouse on Mars, His Name is Alive, Xiu Xiu, Sun City Girls 등은 가믈란 타악기를 썼었다. 또 영국의 음악가 Mike Oldfield는 "Woodhenge" (1979), "The Wind Chimes (Part II)" (1987)와 "Nightshade" (2005) 등에서 가믈란 악기를 사용하였다. 아방가르드 퍼포먼스 밴드 Melted Man은 발리 가믈란 악기를 사용하는데 그치지 않고 가믈란의 영향을 받은 복장과 춤을 쇼에서 선보였다.
최근, 많은 미국인들이 유명 애니메이션 영화 아키라를 통해 가믈란의 소리를 접하였다. 이 영화의 많은 격투씬 배경 음악으로 가믈란이 쓰였으며, 주인공 테츠오의 초능력 이미지를 강조하는 데도 가믈란 음악이 등장하였다. 아키라의 OST는 일본의 음악 그룹 게이노 야마시로구미 (芸能山城組)가 연주하였다. 가믈란과 게짝은 비디오 게임 성검전설 과 소닉 언리쉬드 등의 OST에도 사용되었다. SF 드라마 배틀스타 갤럭티카 (Battlestar Galactica)에서도 매 시즌, 특히 시즌 3에서 가믈란이 광범위하게 쓰였다. 또 알렉산드르 데스플랫이 작곡한 진주 귀걸이를 한 소녀, 황금나침반의 OST도 마찬가지다.
가믈란 음악을 루핑에 쓴 것은 일렉트로니카 음악에서도 보인다. 좀 이전의 음악으로는 텍사스 밴드 Drain의 앨범 Offspeed and In There가 있으며, 자바와 발리의 가믈란 루프를 사용한 트립합 비트의 두 곡이 실려있다. 그 외의 예로는 Sofa Surfers의 Gamelan, 혹은 하루카 시모츠키의 EXEC_PAJA/.#Orica extracting (AR 토넬리코: 멜로디 오브 엘레미아 (Ar tonelico: Melody of Elemia)의 OST) 등이 있다.

## 같이 보기
- 인도네시아 음악
- 게짝
- 쿨린탕

## 참고 문헌

### 발리 가믈란
- Balinese Music (1991), Michael Tenzer, ISBN 0-945971-30-3. 발리 음악 샘플러 CD 포함.
- Gamelan Gong Kebyar: The Art of Twentieth-Century Balinese Music (2000), Michael Tenzer, ISBN 0-226-79281-1/ 0-226-79283-8.
- Music in Bali (1966), Colin McPhee. New Haven, CT: Yale University Press.
- Music in Bali: Experiencing Music, Expressing Culture (2007), Lisa Gold, Oxford University Press, New York, ISBN 0-19-514149-0

### 자바 가믈란
- Gamelan: Cultural Interaction and Musical Development in Central Java (1995), Sumarsam, ISBN 0-226-78010-4(면) 0226780112 (종이)
- Music in Central Java: Experiencing Music, Expressing Culture (2007), Benjamin Brinner, Oxford University Press, New York, ISBN 0-19-514737-5
- Music in Java: History Its Theory and Its Technique (1949), Jaap Kunst 편집, ISBN 90-247-1519-9. 책 부록에는 가믈란 음계에 쓰인 인터벌에 관한 통계적인 데이터가 들어있음.
- A Gamelan Manual: A Player's Guide to the Central Javanese Gamelan (2005), Richard Pickvance, Jaman Mas Books, London, ISBN 0-9550295-0-3